# Дом купца Рогова
Дом купца́ Ро́гова — историческое здание начала XIX века в Петербурге, памятник классицизма пушкинской эпохи. Находилось на пересечении Загородного проспекта и Щербакова переулка. Дом дважды включали в список выявленных объектов культурного наследия, но затем лишали охранного статуса. Здание было незаконно снесено в 2012 году в результате согласованного с КГИОП проекта строительства бизнес-центра. После серии судебных разбирательств объект остаётся во владении того же застройщика. По состоянию на 2021 год, застройщик обязан восстановить дом, воссоздав оригинальный исторический облик.

## Сведения о доме
Дом Рогова был построен в начале XIX века и оформлен в стиле классицизм. В 1830-х особняк расширили по проекту Авраама Мельникова, в этот период был пристроен корпус вдоль переулка и дворовый флигель. Спустя 32 года под руководством архитектора Николая Газельмейера была возведена Г-образная пристройка, объединившая дом Рогова и близлежащий корпус. Впоследствии здание не претерпело радикальных изменений, вплоть до начала 2000-х годов оно оставалось жилым, сохраняя исторические облик и конструкции. Вместе с домом Дельвига и Владимирским собором дом купца Рогова создавал характерный ансамбль Владимирской площади. В 2001 году дом был внесён в список вновь выявленных объектов культурного наследия.

## Незаконный снос

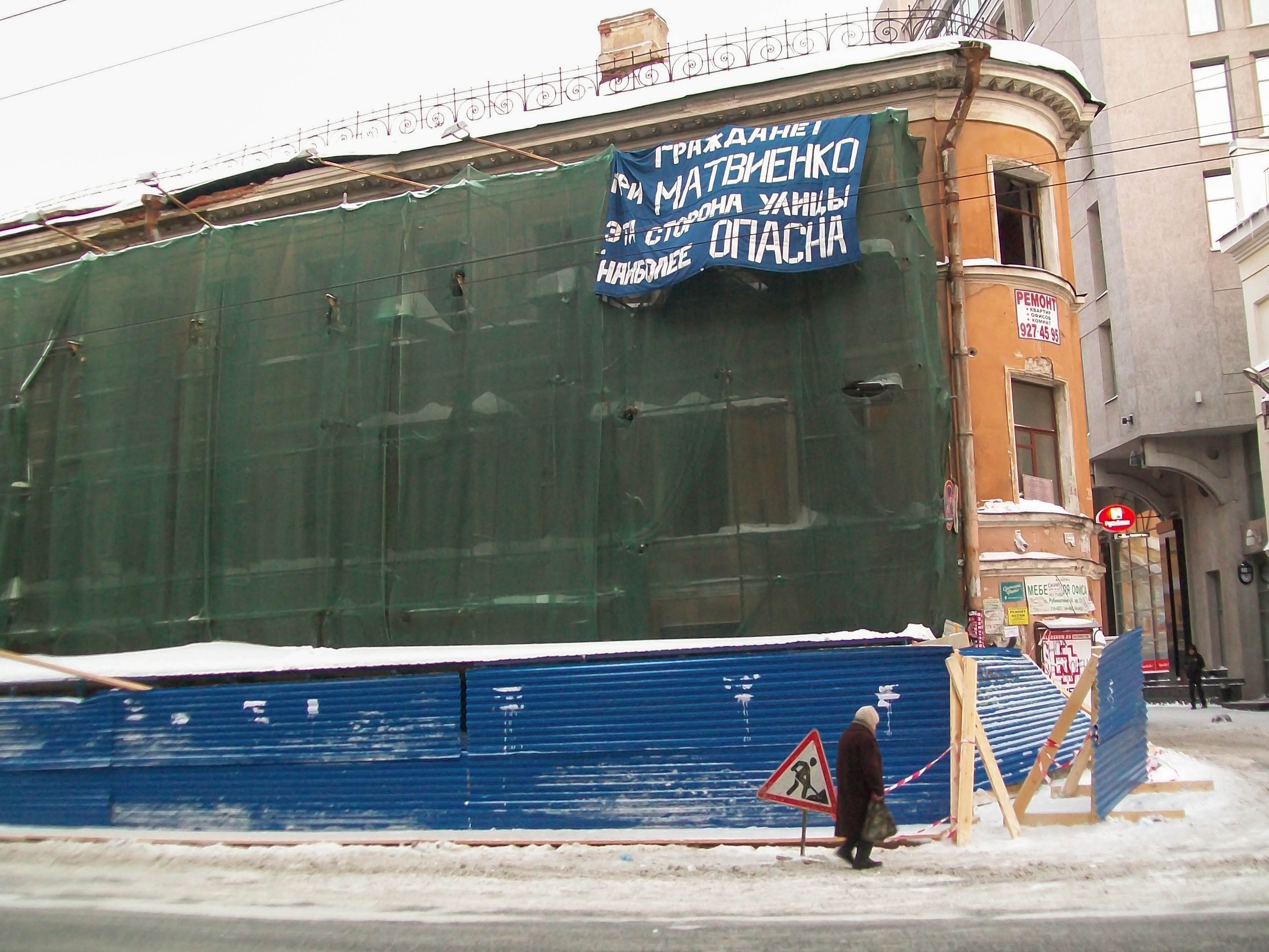
Дом Рогова перед сносом, на лесах закреплён плакат

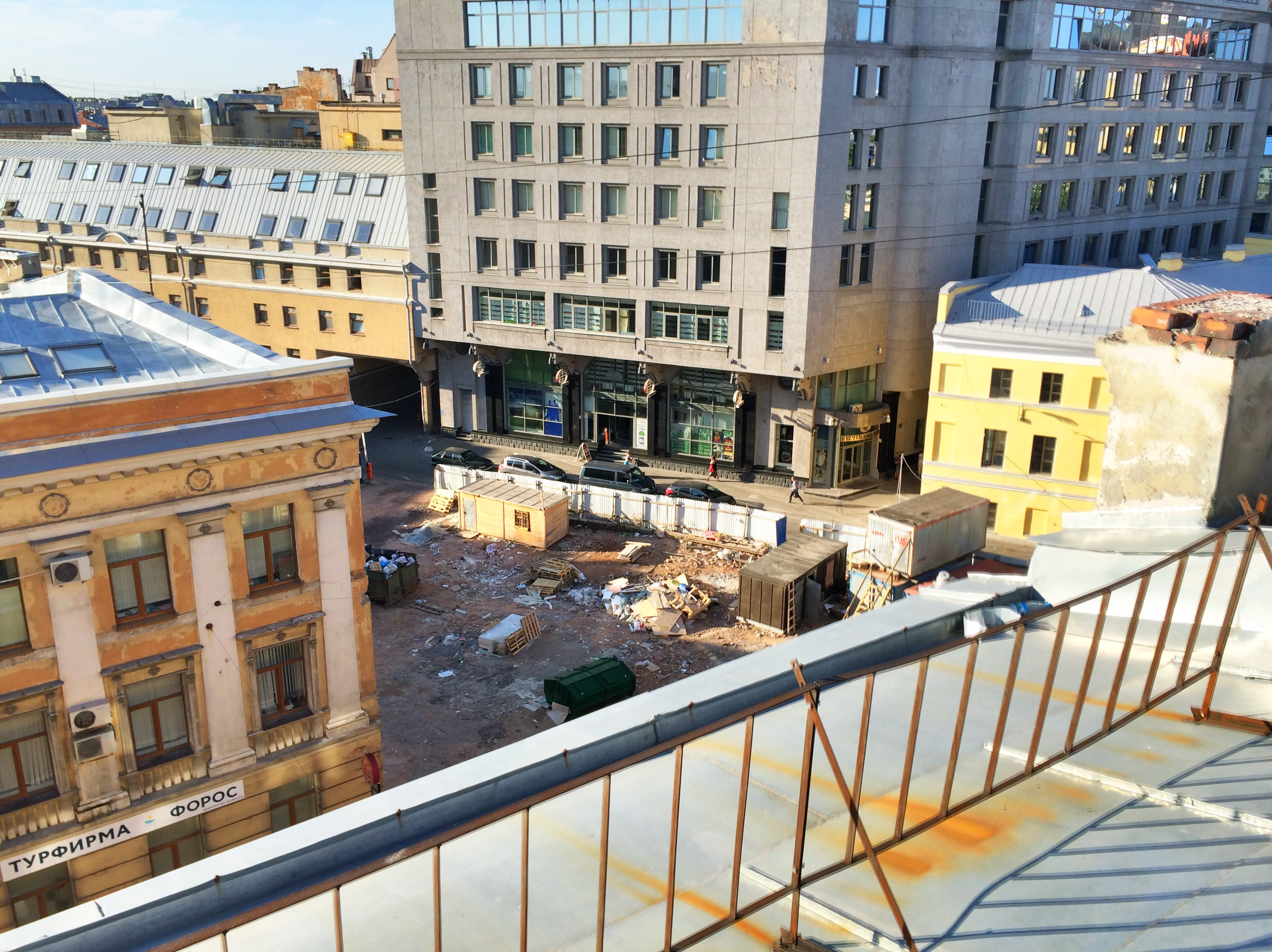
Стройплощадка на месте снесённого дома Рогова, 2014 год

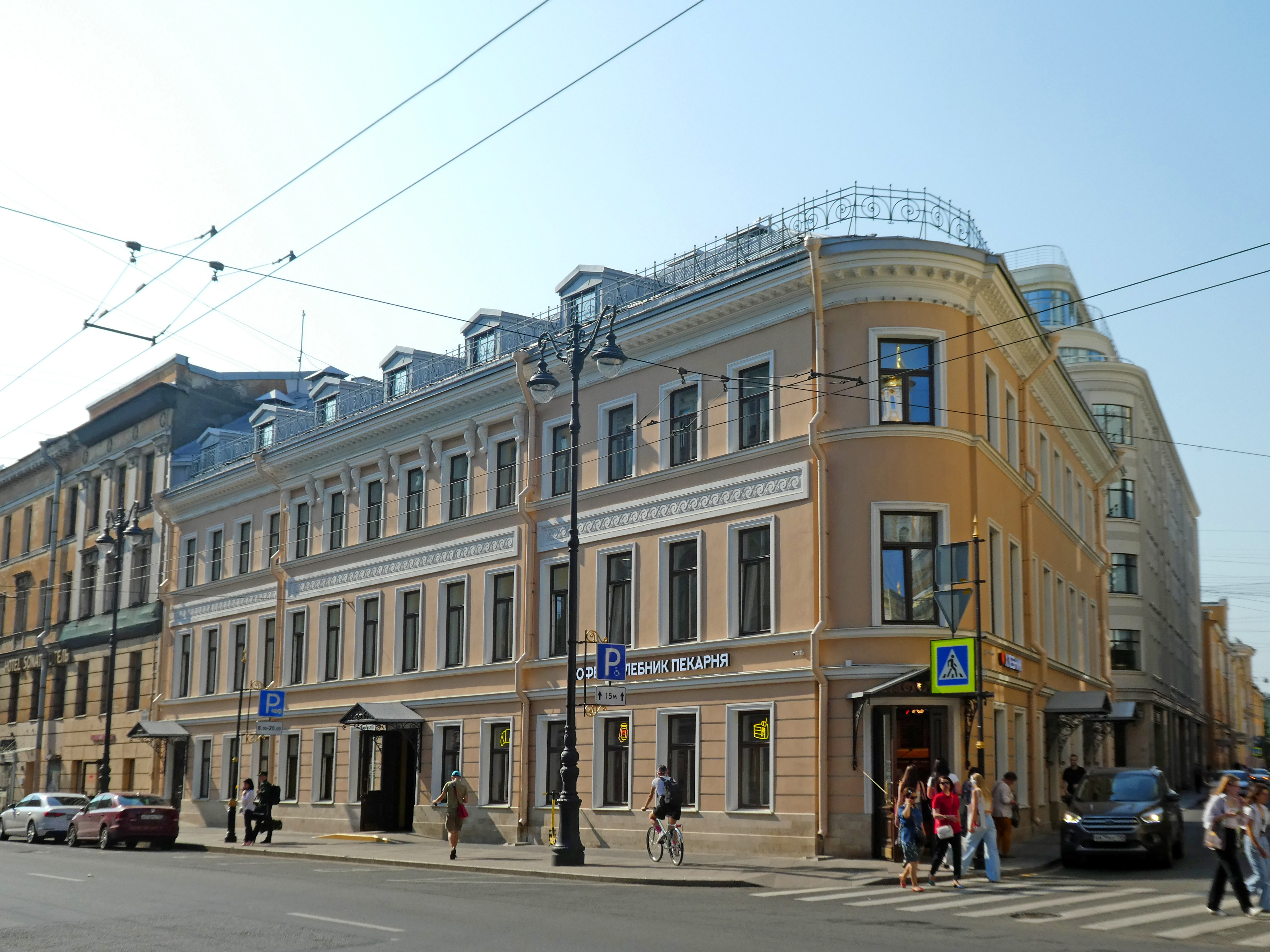
Новый дом Рогова, август 2022 года

В 2004 году здание признали аварийным. В 2005 году экспертиза, выполненная мастерской Татьяны Славиной, сочла здание подлежащим сносу, после чего КГИОП выдал соответствующее разрешение. ВООПИиК провело серию альтернативных экспертиз, которые подтвердили историческую ценность здания, после чего КГИОП отозвал согласование.
При строительстве станции метро «Достоевская» был повреждён и разобран корпус, выходивший на Щербаков переулок. После этого «Ленметрогипротранс» разработал проект усиления несущих конструкций дома, согласно которому его должны были укрепить монолитом толщиной 80 см. Согласно официальному подтверждению от 15 ноября 2007 года, проект был реализован, однако дальнейшие экспертизы подтвердили обратное. За шесть месяцев в 2009 году вдвое увеличилось количество трещин в стенах дома, отклонение от вертикали дворовой и боковой стен составило 30 и 20 см, соответственно.
В 2007 году аффилированная с «Газпромбанком» ЗАО «Девелоперская компания „Порт“» создала для владельца дома Рогова отдельное юрлицо — ООО «Престиж», в дальнейшем переименованное в ООО «Вектор».
В 2009 году дом Рогова внесли в список кандидатов в объекты культурного наследия, однако через восемь месяцев из него исключили. Уже в 2010-м застройщик начал демонтаж крыши здания. Действия были признаны самовольными, после разбирательства в суде инвестору было предписано восстановить разрушенную кровлю.
27 июня 2012 года на заседании межведомственной комиссии в Жилищном комитете Санкт-Петербурга дом Рогова признали не являющимся аварийным. 6 июля 2012 года председатель Алексей Макаров повторно отказал дому Рогова во внесении в реестр объектов культурного наследия. ВООПИик заказало повторную экспертизу здания, которую выполнил Михаил Мильчик. Отчёт был подан в КГИОП 10 июля, на его рассмотрение отводилось две недели. В пятницу 24 августа 2012 года, в последний день отведённого на разбирательство КГИОП срока, заместитель председателя комитета Тимофей Кононенко отказал в признании дома имеющим историческую ценность. Причины отказа журналисты называют «формальными предлогами». ВООПИиК получило уведомление об отказе только в понедельник 27-го, а днём раньше, в воскресенье, дом Рогова снесли. Подрядчик ООО «Спрингалд», осуществивший демонтаж, грубо нарушил технологию — по закону для дома Рогова допустима была только ручная поэтажная разборка стен, однако снос провели тяжёлой техникой. На стройплощадку с целью помешать уничтожению дома приехали глава Центрального района Марина Щербакова, депутат Борис Вишневский, кинорежиссер Александр Сокуров, однако подрядчик остановил работы только после прибытия представителей Госстройнадзора. Представитель подрядчика не мог предоставить специалистам документы, разрешающие снос. Компании было выдано предписание немедленно остановить работы, однако к тому моменту здание было полностью разрушено. Ведомство наложило штраф в 500 тыс. рублей за ведение строительных работ без разрешения, позднее застройщик успешно обжаловал штраф в Арбитражном суде.
После демонтажа КГИОП выступил с официальным заявлением, что даже при отсутствии статуса памятника культурного наследия дом Рогова не подлежал сносу, так как являлся историческим зданием и находился в рамках охранной зоны. По заявлению губернатора Георгия Полтавченко, в момент сноса здания он находился в отпуске, чем воспользовался девелопер. Действия застройщика чиновник назвал «хамством» и потребовал проработать вопрос об изъятии участка, а также принять постановление о запрете на снос зданий в выходные и праздничные дни. Дальнейшая проверка Госстройнадзора обнаружила, что компания-застройщик не предоставила необходимые документы. В ноябре 2012 года состоялось заседание Совета по сохранению культурного наследия, на котором дом Рогова решено было признать памятником. Градозащитники пытались добиться расторжения договора между городом и ООО «Престиж», не выполнявшей обязательств по восстановлению здания.
2 февраля 2015 года Госстройнадзор выдал разрешение на строительство бизнес-центра. Ведомство предписало воссоздать фасады в соответствии с историческим обликом. Одобренный к реализации проект архитектурного бюро «Литейная часть-91» по заявлению руководителя Рафаэля Даянова был выполнен на основе исторических чертежей и сохранившихся изображений. При этом у восстановленного здания должно было появиться четыре этажа вместо трёх, появится подземная парковка, а во дворе — корпус в современном стиле. По состоянию на 2016 год постановления о запрете на снос в выходные дни не были оформлены законодательно, участок остался в собственности ООО «Вектор», которое является переименованным «Престижем», а работы по восстановлению исторического здания так и не начались. КГИОП подал иск к ООО «Вектор».

## Современное состояние
В марте 2018 года на участке начались подготовительные работы, однако фактически к строительству приступили только в 2020-м, КГИОП несколько раз продлевал предписание на восстановление. По сведениям застройщика, окончание работ запланировано на осень 2021 года. Градозащитники обращают внимание, что внешний облик здания значительно отличается от оригинала.